# Пламмер, Генри Крозер Китинг
Генри Крозер Китинг Пламмер (англ. Henry Crozier Keating Plummer, 24 октября 1875 — 30 сентября 1946) — британский и ирландский астроном, последний Королевский астроном Ирландии.

## Биография
Генри Пламмер родился в Оксфорде, сын Уильяма Эдварда Пламмера и племянник астронома Джона Айзека Пламмера. Получил образование в школе Св. Эдварда, а затем Хертфорд- колледже Оксфордского университета. После окончания университета преподавал математику в университете Манчестера, в 1900 году стал ассистентом в Рэдклиффской обсерватории в Оксфорде, где ранее работал его отец, и проработал там 12 лет. В 1912 году Генри Пламмер был назначен на должность Эндрюсовского профессора астрономии в Университете Дублина и королевского астронома Ирландии. Генри Пламмер был последним человеком, занимавшим эти две должности — после создания Ирландского свободного государства в 1921 они были упразднены. В 1920 Генри Пламмер был избран членом Лондонского королевского общества.
С 1921 года работал профессором математики в военном училище в Вулидже и проработал там до выхода на пенсию в 1940 году. В 1939—1941 был президентом Королевского астрономического общества.
Внёс большой вклад в разработку Астрографического каталога. Его исследования включали фотометрические наблюдения короткопериодических переменных и радиальные пульсации цефеид. В 1911 году Пламмер разработал функцию гравитационного потенциала, известную как модель Пламмера, которая может быть использована для моделирования шаровых скоплений и сферически — симметричных галактик. В 1918 году опубликовал работу «Вводный трактат о динамической астрономии» (англ. An Introductory Treatise on Dynamical Astronomy). Вёл исследования истории науки, работал в комитете Королевского общества, который готовил публикации трудов Исаака Ньютона.
В его честь назван кратер на Луне.

## Публикации
- On the Theory of Aberration and the Principle of Relativity, 1910, Monthly Notices of the Royal Astronomical Society, Vol. 70, p. 252—266